# South-Crillon-Gletscher
Der South-Crillon-Gletscher ist ein 14 km langer Gletscher im Glacier-Bay-Nationalpark im Panhandle von Alaska (USA). 

## Geografie
Das Nährgebiet des Gletschers befindet sich auf einer Höhe von etwa 1600 m an der Westflanke des Mount Crillon in der Fairweather Range. Von dort strömt der Gletscher in überwiegend westsüdwestlicher Richtung aus dem Gebirge. Weiter nördlich verläuft der North-Crillon-Gletscher parallel zum South-Crillon-Gletscher. Beide Gletscher erreichen die Fairweather-Verwerfung. Während sich der North-Crillon-Gletscher nach Norden wendet, biegt der South-Crillon-Gletscher in Richtung Südsüdost ab. Kurz darauf endet er auf einer Höhe von 90 m am Nordufer des 7 km langen Crillon Lake, einem Gletscherrandsee. Dieser wird über den 2 km langen Crillon River zum Pazifik entwässert. Die mittlere Gletscherbreite des South-Crillon-Gletschers liegt bei 900 m.